# Персеида
Персеида или Перса в древногръцката митология е една от трите хиляди океаниди, съпруга на бога на Слънцето Хелиос. Майка е на царя на Колхида Еет, магьосницата Кирка, Калипсо и Пасифея.